# Camponotus lutzi
Camponotus lutzi är en myrart som beskrevs av Auguste-Henri Forel 1905. Camponotus lutzi ingår i släktet hästmyror, och familjen myror. Inga underarter finns listade.